# Parc quasi national d'Aichi Kōgen
Le parc quasi national d'Aichi Kōgen (愛知高原国定公園, Aichi Kōgen Kokutei Kōen) est un parc quasi national situé dans la préfecture d'Aichi au Japon. Créé le 28 décembre 1970, il s'étend sur 217,05 km2.